# テルミノス湖
座標: 北緯18度36分28秒 西経91度33分21秒 / 北緯18.60778度 西経91.55583度

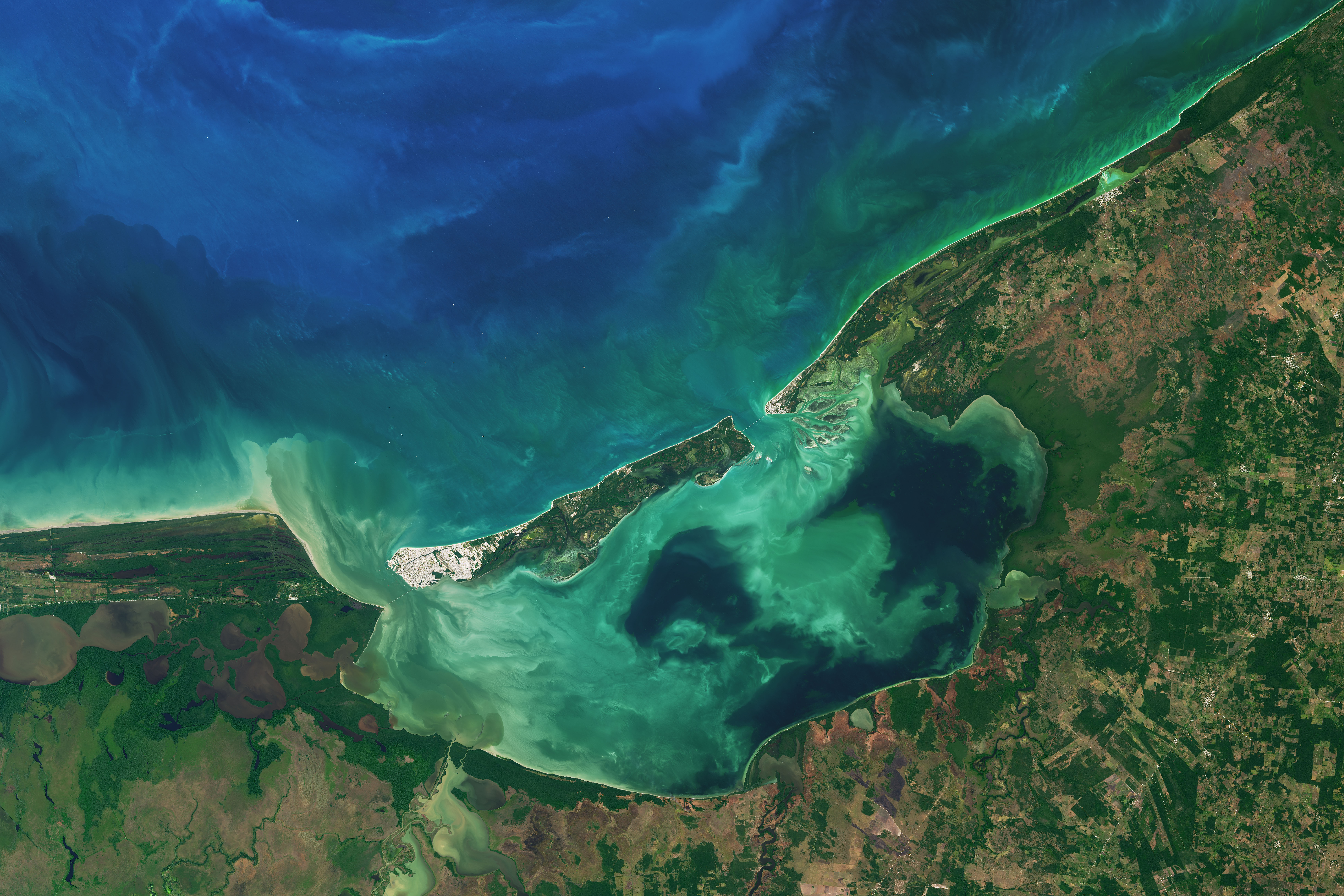
テルミノス湖の衛星写真

テルミノス湖（テルミノスこ、スペイン語: Laguna de Тérminos）は、メキシコのカンペチェ州にある潟湖で、メキシコ湾南部の湾曲部であるカンペチェ湾に接している。
テルミノス湖を含む一帯はテルミノス湖動植物保護区（Área de Protección de Flora y Fauna Laguna de Términos）の名で2004年にラムサール条約の登録地とされた。

## 地理
テルミノス湖はカンペチェ州カルメンに位置している。テルミノス湖とは「終端の湖」を意味し、河口に位置するためにこの名がある。メキシコ湾南部にあたるカンペチェ湾とは2つの水道によってつながっている。湖岸は沼地で、マングローブ林になっている。湖はカンデラリア川 やパリサダ川（ウスマシンタ川の分流）などの淡水の川が注ぎ、いくつかの潟湖を含む。東西72キロメートル、南北24キロメートルで、面積は1550平方キロメートルである。主に海の干満の影響により、潟湖の水の約半分は9日ごとに入れかわる。
周辺のバリアー島、浜堤、およびマングローブの湖岸にはいくつかの後古典期後期のマヤ遺跡がある。カルメン市は潟湖とカンペチェ湾の間にあるカルメン島の上に位置している。

## 動植物
潟湖の29%は海草に覆われている。潟湖は生態系として重要であるために、1994年にメキシコ政府によって動植物保護地域に指定された。テルミノス湖動植物保護区内には1,468種の動物が発見されており、うち30種がメキシコ固有種、89種が絶滅危惧種、132種が商業的な重要性を持つと考えられている。鳥類が279種、昆虫類が74種（一覧は不完全と考えられている）、哺乳類が34種同定されている。少なくとも367種の魚類がリストアップされている。また、周辺部には常緑熱帯雨林、有刺林、メキシコサバルの森林、ガマとフトイガヤツリの生えるヨシ原やタリア・ゲニクラータの群落などが分布している。
テルミノス湖はイエロースティングレイ（Urobatis jamaicensis）の繁殖・生育地して知られる。海草がイエロースティングレイの出産のために重要だとする報告がある。
カンペチェ州とタバスコ州一帯はマングローブ林、沼地、潟湖からなる湿地があり、ワニ（アメリカワニ、モレレットワニ、マグダレナメガネカイマン）のような水棲爬虫類の生息地として重要である。絶滅危惧種のタイマイ、アオウミガメ、ケンプヒメウミガメが砂浜へ来て産卵する。他の代表的な動物としてはズグロハゲコウ、アメリカカブトガニ、リオグランデヒョウガエル、ユカタンミットサラマンダー、Anolis ustus、ホカケアノール、Anolis quercorumなどが挙げられる。

## 環境問題
潟湖の環境に対して最大の影響をもたらし、問題になる可能性があるのは国営石油会社のペメックスが保護区内で操業していることである。油田を掘り、パイプラインを建設することは野生動物の生息地の破壊につながるし、石油の流出が問題になっている。他に周辺の人口増大による生息地の変化が問題になり得る。テルミノス湖動植物保護区は全体として崩壊寸前にあると考えられている。
また、ワニやウミガメは商業的価値が高いために危険な状態にある。

## 発見
テルミノス湖はフアン・デ・グリハルバによる1518年の探検中に発見された:30-31。